# 小川宏ショー
『小川宏ショー』（おがわひろしショー）は、1965年5月1日から1982年3月31日までの17年間にわたりフジテレビ系列で生放送された平日朝のワイドショー・情報番組で、小川宏の冠番組である。全4451回。

## 概要
番組開始から1966年11月までは、毎週月 - 土曜日の放送で、その後番組終了までは、毎週月 - 金曜日の放送となる。
この企画は、NET（現：テレビ朝日）が『モーニングショー』（当時は木島則夫が司会）を1964年4月1日に始めたことに刺激を受け、当時のフジテレビ制作部の部内で検討を重ね、企画をまとめたもの。企画段階でのコーナーは全国5局からの中継や、「子どもの広場」を入れていたものの、問題は総合司会で、フジテレビ内部には人材がいなかった。そこで、元NHKアナウンサーで当時の営業部長が挙げた4人のNHKのアナウンサーの内の1人が小川宏だった。
その小川とフジテレビ側との話し合いが1965年1月に行われ、担当者が「フジの看板となるようなニュースショーをやりたいが、何とか協力してくれないか」というと小川が、「私も是非やりたいが、相談する人がいるので若干の時間を」とこの時点でまとまらなかったのだが、3回目の話し合いで、契約金についてフジテレビ側から引き出すと、小川は「それで結構です。ただし、契約は1年ごとということですが、最初は2年にしてください」と発言した。こうして小川をNHKからフジテレビに局契約（嘱託職）として移籍させたうえで起用、1965年5月3日に主婦向けワイドショー番組として放送開始。
当初は主だったコーナーはなく、ニュースや電話による相談コーナー、それに、「子どもの広場」のコーナーで、構成されていたが、番組開始から2年間、視聴率は劣勢が続いていた。そこで、企画検討の結果、「個性ある番組作り」を行うため、「曜日ごとのテーマ」の企画に方針を一新した。その中で、スタート2年目の秋よりスタートした「初恋談義」が話題となり、以後、「ご存知ですかこの人を」、「金曜編集室」、「私のふるさと」、「いたずら談義」等のトークコーナーを中心としたサロントーク型ワイドショーとして人気を博す一方、アシスタント役の露木茂が話題の事件･事象を独自に徹底取材する「露木レポート」や生放送の利点を生かした現場中継の多用によりニュースショーとしても高い定評を獲得し、朝の人気番組へと躍進したばかりでなく、モーニングショーに次いでネット局の多い番組となった。
ちなみに当番組は、開始当初は白黒放送であったが、1967年3月1日に、フジテレビの開局8周年記念として特別にカラーで生放送。これが、同局制作に於いて初のカラー生放送となった。この日は、1967年のパリのニューモードのファッションショーや、「子どもの広場」のコーナーでは、絵による子供の性格や知能テストの紹介等が放送された。その後、1969年12月31日(大晦日)放送の「初恋談義特集」がカラーで放送され、1970年4月1日からは毎回カラー放送となった。

## 番組の終焉とその後
1982年1月26日、フジテレビは3月で番組の終了が発表。
1982年3月、フジテレビの朝の時間帯の編成見直しに伴い『ママとあそぼう!ピンポンパン』と共に終了。17年の放送に幕を降ろした。最終回ではスタジオに歴代アシスタントや、第1回目ゲストの坂本九をはじめとする各界の著名人や小川とゆかりのある人物が集合した。そしてラストは、半年前に最終回を迎えた『スター千一夜』でも別れを述べた森繁久彌が登場して別れを述べ、最後は坂本九が『さよなら さよなら』を歌って締めくくった。後番組は『おはよう!ナイスデイ』である。
放送期間17年、全放送回数4451回に及ぶ記録は、同じフジテレビの『森田一義アワー 笑っていいとも!』に破られるまで、個人名を冠したテレビ番組としては世界最長で、後継番組の『情報プレゼンター とくダネ!』（1999年4月1日～2021年3月26日）が2016年7月28日放送分で破るまでは「同一司会者による全国ネット番組としての最多放送回数」も記録していた。

## 土曜日版の打ち切り、関西テレビ制作へ移行
1966年12月から土曜日の放送を打ち切って同枠は関西テレビの制作枠に移行して『ハイ!土曜日です』をスタートさせた。なお、金曜日の放送では番組の最後に小川が「明日は関西テレビからお送りします」と告げていた。その関係で、『ハイ!土曜日です』のサブ司会兼リポーターを桑原征平（担当時点では同局アナウンサー）が務めていた時期には、桑原が当番組にも出演することがあった。なお、『ハイ!土曜日です』も本番組と同時に終了しており、本番組最終回4日前の1982年3月27日に最終回を迎え、15年4か月の放送に幕を降ろした。

## 番組タイトル

### タイトル
- 1965年5月1日 - 1980年3月28日 奥さまスタジオ 小川宏ショー
- 1980年3月31日 - 1982年3月31日 フレッシュワイド8:30 小川宏ショー

### テーマ
- 1965年5月1日 - 1980年3月28日、1982年3月30日 - 31日 奥様スタジオ・小川宏ショー（作曲：平岡精二）
- 1980年3月31日 - 1982年3月29日 小川宏ショーのテーマ "smiling people" （歌：ハイ・ファイ・セット）
  - ハイ・ファイ・セットのアルバム『3 NOTES』には、「うぬぼれスマイル」として収録されているが、こちらはアレンジや音程がやや低くなっている。

## 放送時間
すべてJST。
- 1965年5月1日 - 1980年3月28日 9:00 - 10:30
  - 1965年5月から1966年11月までは月曜から土曜までの放送、1966年12月以降は月曜から金曜までの放送。
- 1980年3月31日 - 1982年3月31日 8:30 - 9:55

## 出演者

### メイン司会・パートナー司会
| 期間      | 期間       | メイン司会 | パートナー司会  | パートナー司会 |
| 期間      | 期間       | メイン司会 | 男性            | 女性           |
| --------- | ---------- | ---------- | --------------- | -------------- |
| 1965.5.1  | 1966.12.2  | 小川宏     | 露木茂          | 木元教子       |
| 1966.12.5 | 1968.3.29  | 小川宏     | 露木茂          | 芳村真理       |
| 1968.4.1  | 1968.12.31 | 小川宏     | 露木茂          | 田代美代子     |
| 1969.1.6  | 1970.3.31  | 小川宏     | 露木茂          | 松村満美子     |
| 1970.4.1  | 1971.1.29  | 小川宏     | 山川建夫        | 松村満美子     |
| 1971.2.1  | 1972.3.31  | 小川宏     | （不在）        | 松村満美子     |
| 1972.4.3  | 1973.6.29  | 小川宏     | 松倉悦郎        | 松村満美子     |
| 1973.7.2  | 1975.5.30  | 小川宏     | 松倉悦郎        | 藤田弓子       |
| 1975.6.2  | 1975.10.3  | 小川宏     | 松倉悦郎        | 浜美枝         |
| 1975.10.6 | 1976.6.4   | 小川宏     | 露木茂          | 浜美枝         |
| 1976.6.7  | 1977.12.2  | 小川宏     | 露木茂          | 三上彩子       |
| 1977.12.5 | 1979.3.30  | 小川宏     | 露木茂          | 加賀富美子     |
| 1979.4.2  | 1980.3.31  | 小川宏     | 露木茂 本間正彦 | 芦川よしみ     |
| 1980.4.1  | 1981.3.31  | 小川宏     | 露木茂 本間正彦 | 新井春美       |
| 1981.4.1  | 1982.3.31  | 小川宏     | 陣内誠          | 頼近美津子     |

#### 備考
- 小川は番組開始から終了まで出演。
- 男性は本間がフジテレビ報道局記者（元フジテレビアナウンサー本間淳子の夫、現・情報制作局取材担当局長）、その他はフジテレビアナウンサー。
- 女性のうち三上、加賀、頼近はフジテレビアナウンサー（当時）。
- 1979年3月まではサブ司会者は番組内の生CMも担当。
- 露木は、1970年3月31日放送で一旦司会を降板したが、この日に偶然にもよど号ハイジャック事件が発生。同事件を自身が当時受け持っていたコーナーである「露木レポート」の中で重点的に取り扱う事になったためにそのまま番組出演を継続。この際の取材･レポート振りが局の内外で好評を得たために同事件の報道が一段落付いた後もレポーターとしてそのままレギュラー出演を継続（1971年4月以降は、レポーター扱いながらサブ司会者格の位置づけで出演、取材などで遠方に赴く必要がない場合には、山川起用前と同様に小川・松村のスタジオ進行を補助する役回りも務めた）。1975年10月からは山川の降板から約1年ほど空席となっていた新たな男性サブ司会者に抜擢された松倉の後を引き継ぐ形で正式に司会陣に復帰することとなった（なお、2度目の正式なサブ司会者としての出演は1981年3月までだが、その後もレポーター・報道センター担当として番組への出演を続け、最終回は当時の司会トリオである小川・陣内・頼近とともに司会進行を担当した）。
- 本間は上述の露木と同様にレポーター兼任の形で司会陣に参加（露木、本間の何れか一方が小川のパートナーを担当し、もう一方が中継レポーターを担当する形で番組に出演）。
- 三上は前任の女性アシスタント･浜美枝の降板回である1976年6月4日放送分より出演。当日は司会引継ぎを兼ねて小川･露木･浜･三上の4人で司会進行を担当した。

### リポーター
- 露木茂（司会兼任）
- 本間正彦（司会兼任）
- 小倉智昭
- 前田忠明
- 東海林のり子
- 梨元勝
- 太田公子
- 日高晤郎[8]

他

### コーナーレギュラー
- 吉岡たすく（「テレビ教室」（1976年10月より新設）コーナー担当）
- 千家和也（「あなたがつくる歌謡曲」（1975年7月より新設）コーナー担当）
- 三國一朗（「金曜編集室」（1970年4月より新設）コーナー担当）
- 五味康祐（「人相学コーナー」（1969年1月より新設）担当）
- 木島則夫（「国会レポート」（1971年7月26日より新設）担当）[9]
- 西川きよし（「むりやりジャンケン」（1976年1月より新設）コーナー担当）

他

## エピソード
- 平日午前の生放送番組ながら、出演ゲストは俳優、女優から芸人、歌手、政治家、スポーツ選手、小説家･大学教授などの文化人などオールマイティーに及び、そのゲストの人選の幅広さも同番組の特徴となっていた。中には当番組へのゲスト出演により、それまで知られる事のなかった一面が紹介され、それがきっかけとなって仕事の幅が広がり、人気が上がった出演者もいた。
- 1966年12月より産休のため降板した木元教子に代わって2代目の女性司会者となった芳村真理は、この番組の司会起用を機に女優業を一切廃業、司会者･放送タレントとしての道を歩み始めた。芳村は起用されて最初の放送の際、当時流行の兆しにあったミニスカートを着用して司会に臨んだが、これに対して「朝の番組でミニスカートは汚らわしい」といった抗議の電話が殺到したという。しかし、芳村は（スタイリングを全て自身に任せてくれる事を条件に司会を引き受けた事情もあり）その後もミニスカートを番組内で着用し、それに加え最新ファッションとしてしばしば番組の随所でファッションショーコーナーを設けて宣伝したりもした。そのうち、1967年に入るとツイッギー来日を契機にミニスカートブームが巻き起こるようになると急速に批判も下火となり、番組を降りる頃には「最初は下品だと批判していたけど、今じゃ私もほかの奥さんたちもみんなミニを履いてます」等といった投書や電話が芳村宛てに届くようになっていたという（これが芳村が「日本のテレビ番組でミニスカートを着用して出演した女性タレントの草分け」の一人として名が挙がる要因となっている）。
- 1966年の大晦日（12月31日）は、通常の枠で特別番組『舟木一夫のすべて』を放送したため、史上唯一の夜の放送、それも年越し番組として23:45 - 翌0:15に放送された[10]。当時フジテレビは『ゆく年くる年』（民放版）を放送していなかったため、この様な事が出来た（フジテレビが『ゆく年くる年』を放送するのは1971年から）。
- 1967年12月末にゲスト出演した高峰三枝子は、当日の放送を風邪で欠席した小川に代わって臨時司会を担当。この時の進行ぶりが注目され、翌年春にスタートした平日午後のワイドショー番組『3時のあなた』の初代メイン司会者への起用に繋がったという[11]。
- 1968年、当時放送中のドラマ「男はつらいよ」で主人公の車寅次郎(渥美清)が下着泥棒を捕まえた町の英雄として生出演する設定の回があった。当番組のセットを利用し、小川宏、露木茂、田代美代子が本人役で特別出演、調子に乗った寅次郎が出番が終わったにも拘らず、カメラの前に出て映ろう映ろうとして番組をメチャクチャにする内容であった。また1970年のドラマ「おれの義姉さん」では主人公の沖熊吉(渥美清)が人気女優(黒柳徹子)の初恋の人として出演、ただし黒柳は全く覚えていないと言う設定の回があった。こちらは小川宏、露木茂、松村満美子が特別出演している。どちらも同じフジテレビのスタジオを使用する人気番組同士だったために実現した企画である。
- 1969年10月、「ご存知ですかこの人を」コーナーに田中角栄自民党幹事長（当時）がゲスト出演。田中は1972年に総理大臣に就任するまで、テレビ･ラジオへも積極に出演する姿勢を採っており、大蔵大臣就任当時には日本テレビ系で自身が司会を務める『大蔵大臣アワー』やNET（現：テレビ朝日）系で『ふたりで話そう 幹事長・書記長』が編成・放送されたほか、『三つの歌』（NHK）、『NHK紅白歌合戦』、『人に歴史あり』（東京12チャンネル）などにもゲストとして出演した経験を持っている。
- 1970年4月より2代目の男性アシスタントとして起用された山川建夫は、当時『3時のあなた』の週後半のメイン司会を務めていた山口淑子が他番組でベトナム戦争の現地取材レポートを行った件に触れ、「2週間程度の取材で戦争の実体がわかるのか」とこれを猛烈に批判。これが引き金となってわずか10ヶ月で番組を降板させられた（降板当日、山川は小川から視聴者への一言を求められ、「番組を辞めるのではない、辞めさせられるのだ」とこの降板の処分に抗議の発言をした[12]。なお番組サイドでは山川の短期降板につき、「番組リニューアルの一環として男女ペアの司会体制にしたかったので山川を降板させざるをえなくなった」と説明していた）。その後、男性アシスタントはしばらく空席のままだったが、1972年からは山川と同期でスポーツアナの松倉悦郎が新たに司会陣に加わり、従前のトリオ司会体制に戻された（なお露木はレポーターとしての出演を続けた後、1975年より松倉の後任として再びサブ司会者に復帰）。
- 1974年6月、戦時中に実父の夭折によって一家離散となった大村崑が生き別れとなっていた実弟（当時名古屋市に在住）と約25年ぶりの再会を果たす。元々、1968年に大村から番組の製作サイドに「戦時中に生き別れになった弟を探してほしい」との依頼があり、実弟の所在自体は調査開始から数ヶ月しか経たない段階で既に判明していたが、その時点では実弟側の事情（当時、実弟が自身が養子に出された身であることを全く知らなかった事や養親が病臥の身にあった事など）を考慮して、「今は再会の場を設けるべき時期ではない」と製作サイドが判断、一旦企画自体が保留されていた。しかし、1974年頃に実親が亡くなり、スタッフが実弟に接触を試み、そこで交わされたスタッフとの交渉内容を元に実弟が親族らに聞きまわった結果、自身が大村と血縁関係にあることを確信し番組への出演を受諾。そして大村の依頼から6年目にして両者はようやく再会を果たす事となった[11]。
- 1975年6月3日の放送は、当時同時間帯（9時台で時間が重複）していたニッポン放送のラジオ番組『朝はおまかせアンコーです!』との二元放送が行われた。小川宏のこの番組で生放送中の声がニッポン放送でも流れた一方で、ニッポン放送のスタジオに出演中の斉藤安弘の姿もテレビに映し出されていた[13]。
- 1976年10月5日、同じくフジ朝の番組『ママとあそぼう!ピンポンパン』が放送10周年を迎え、初代おねえさん・渡辺直子、2代目おねえさん：石毛恭子、そして3代目おねえさんの酒井ゆきえが、『ピンポンパン』同年10月18日・10月19日放送分に先駆けて当番組にゲスト出演した。この『ピンポンパン』は、酒井時代の1975年5月2日に、小川宏がフジの全番組に出演する企画『5・2小川宏のテレビアタック24時間!!』の一環として、小川が参加した事もあった。
- 1976年10月に「飛び出せ!小川宏ショー」と題して広島県三次市からに出演者･スタッフ全員が乗り込んでの生中継企画を実施。この企画が好評を得たため、翌1977年3月より、原則として毎月最終金曜日に地方からの全編生放送企画が放送されるようになった（1979年3月まで）。
- 1977年3月18日に司会者の「適格・不適格」をテーマにした特集で「喋れない司会者」として数日前に降板させられたNETテレビの『モーニングショー』の四代目司会者であった竹中陽一がゲスト出演し、『モーニングショー』の初代司会者の木島則夫と共演する[14]。その際に竹中は実はおしゃべりであることが発覚した[14]。
- 1977年末に新設された「希望の詩」コーナー内で、脳性麻痺の少年が、当時通学していた養護学校の教諭の助力を借りて創作した詩「おかあさん ごめんなさいね」がその壮絶な製作過程（少年が読み書きの出来ないほどの重度の障害を負っていたため、教諭が五十音を一つずつボディランゲージのような手法を用いて少年に指し示し、その中で少年の表情や視点の変化から関心を示したと思しき音を一つずつをノートに書き足しながら一編の詩を作成していくというものであった）を含めて話題となり、後に遠藤実が曲をつけ、ゲスト出演した森昌子が歌を披露。放送後、100本以上の電話、約70通の手紙がフジテレビに寄せられるなど大きな反響を呼んだ[11]。
- 1979年2月、休日企画として当代の人気声優を多数ゲストに招いての「人気アニメ声優勢揃い」企画を実施（ゲストはささきいさお、山田康雄、小原乃梨子、野沢雅子、松島みのり、富田耕生、富山敬、石丸博也、杉山佳寿子ほか）。『銀河鉄道999』『タイムボカンシリーズ』『SF西遊記スタージンガー』（フジテレビ系）、『キャンディ・キャンディ』『闘将ダイモス』（テレビ朝日系）を初めとして、民放各局で18時台〜19時台に編成されたテレビアニメ番組が軒並み高視聴率を獲得し、テレビ情報誌･漫画雑誌などでそれら番組のメインキャラクターの声を担当している声優たちにスポットを当てた特集記事が多く組まれるようになるなど、一種のテレビアニメブームともいうべき様相を呈しつつあった中で、アニメの主な視聴者層である児童･少年層の在宅率が高い休日を狙って編成された企画だったが、当時多数の人気声優が一堂に会して顔出しでテレビに登場すること自体が珍しかったのもあって、スタッフが想像していた以上に幅広い年代の視聴者から大きな反響を獲得。当時平均10%前後であった当番組の視聴率がこの回はほぼ2倍の数字（21.8％）に跳ね上がった[11]。
- 小川の訃報が公表された翌日の2016年12月6日に放送された後継番組『情報プレゼンター とくダネ!』では当時の映像が一部放送され、サブ司会者の露木・藤田も電話インタビューに応じた。なお、当時の映像では露木・松倉・藤田の映像はそのまま放送されていたが、最末期のオープニング映像で映り込む陣内・頼近には理由は不明だが顔を含め全身にモザイク処理がされていた（陣内は既に一般人、頼近は死去している事情が原因と思われる。挨拶の声はそのまま放送）。
- 2023年現在は『FNS27時間テレビ』内で行っている新人アナウンサーの紹介は、1981年度入社のアナウンサーまでは本番組内で行っていた。

## ネット局
※系列はネット終了時、放送終了時のもの。
| 放送対象地域           | 放送局                            | 系列                                         | 備考                                                                           |
| ---------------------- | --------------------------------- | -------------------------------------------- | ------------------------------------------------------------------------------ |
| 関東広域圏             | フジテレビ(CX)                    | フジテレビ系列                               | 基幹・制作局                                                                   |
| 北海道                 | 札幌テレビ(STV)                   | 日本テレビ系列 フジテレビ系列                | 1972年3月まで                                                                  |
| 北海道                 | 北海道文化放送(UHB)               | フジテレビ系列                               | 1972年4月開局から                                                              |
| 岩手県                 | 岩手放送(IBC)                     | TBS系列                                      | 現・IBC岩手放送。 1969年12月1日 - 1980年3月31日                                |
| 宮城県                 | 仙台放送(OX)                      | フジテレビ系列                               | 1967年4月から                                                                  |
| 秋田県                 | 秋田テレビ(AKT)                   | フジテレビ系列                               | 1969年10月開局から 1981年4月からテレビ朝日系列とのクロスネット局               |
| 山形県                 | 山形テレビ(YTS)                   | フジテレビ系列                               | 1970年4月開局から 1975年4月 - 1979年6月はテレビ朝日系列とのクロスネット局      |
| 新潟県                 | 新潟総合テレビ(NST)               | フジテレビ系列 日本テレビ系列 テレビ朝日系列 | 現・NST新潟総合テレビ。 1968年12月9日 - 1981年3月27日                          |
| 長野県                 | 長野放送(NBS)                     | フジテレビ系列                               | 1969年4月開局から                                                              |
| 静岡県                 | テレビ静岡(SUT)                   | フジテレビ系列                               | 1968年11月開局から                                                             |
| 富山県                 | 富山テレビ(T34)                   | フジテレビ系列                               | 1969年4月開局から                                                              |
| 石川県                 | 石川テレビ(ITC)                   | フジテレビ系列                               | 1969年4月開局から                                                              |
| 福井県                 | 福井テレビ(FTB)                   | フジテレビ系列                               | 1969年10月開局から                                                             |
| 中京広域圏             | 東海テレビ(THK)                   | フジテレビ系列                               |                                                                                |
| 近畿広域圏             | 関西テレビ(KTV)                   | フジテレビ系列                               |                                                                                |
| 島根県→ 島根県・鳥取県 | テレビしまね→ 山陰中央テレビ(TSK) | フジテレビ系列                               | 1970年4月開局から。 鳥取県では1972年9月22日から放送                            |
| 岡山県→ 岡山県・香川県 | 岡山放送(OHK)                     | フジテレビ系列                               | 1969年4月開局から。 香川県では1979年4月2日から放送                             |
| 広島県                 | 広島テレビ(HTV)                   | 日本テレビ系列                               | 1966年4月1日ネット開始 フジテレビ系列とのクロスネット局だった1975年9月30日まで |
| 広島県                 | テレビ新広島(TSS)                 | フジテレビ系列                               | 1975年10月開局から                                                             |
| 山口県                 | テレビ山口(TYS)                   | TBS系列 フジテレビ系列                       | 1970年4月開局から 1978年9月まではテレビ朝日系列とのトリプルネット局            |
| 徳島県                 | 四国放送(JR)                      | 日本テレビ系列                               | 1965年10月11日から1966年7月2日まで                                             |
| 愛媛県                 | 愛媛放送(EBC)                     | フジテレビ系列                               | 現・テレビ愛媛。1969年12月開局から                                             |
| 福岡県                 | テレビ西日本(TNC)                 | フジテレビ系列                               |                                                                                |
| 佐賀県                 | サガテレビ(STS)                   | フジテレビ系列                               | 1969年4月開局から                                                              |
| 長崎県                 | テレビ長崎(KTN)                   | 日本テレビ系列 フジテレビ系列                | 1969年4月開局から                                                              |
| 熊本県                 | テレビ熊本(TKU)                   | フジテレビ系列 日本テレビ系列 テレビ朝日系列 | 1969年4月開局から                                                              |
| 大分県                 | テレビ大分(TOS)                   | フジテレビ系列 日本テレビ系列 テレビ朝日系列 | 1970年4月開局から                                                              |
| 宮崎県                 | テレビ宮崎(UMK)                   | フジテレビ系列 日本テレビ系列 テレビ朝日系列 | 1970年4月開局から                                                              |
| 鹿児島県               | 鹿児島テレビ(KTS)                 | フジテレビ系列 日本テレビ系列 テレビ朝日系列 | 1969年4月開局から                                                              |
| 沖縄県                 | 沖縄テレビ(OTV)                   | フジテレビ系列                               | 1970年10月から                                                                 |